# Измерительный сигнал
Измерительный сигнал — один или несколько параметров, которые функционально связаны с измеряемой величиной. Например, электрическое напряжение на выходе термопары, частота электрического тока на выходе турбинного расходомера.
Наиболее часто используются в качестве сигналов:
1. Сигналы постоянного уровня (постоянные токи и напряжения, давления сжатого воздуха или световой поток)
2. Синусоидальные сигналы (переменные электрические токи и напряжения)
3. Последовательность прямоугольных импульсов (электрических или световых)

Сигнал характеризуется рядом параметров: в первом случае единственным параметром сигнала является его уровень. Во втором случае амплитудой, фазой и частотой, а в третьем амплитудой, фазой и частотой, шириной импульсов или комбинацией импульсов различного уровня в течение определенного промежутка времени.
Чтобы исходный сигнал стал измерительным, необходимо один из его параметров связать функциональной зависимостью с измеряемой физической величиной. Параметр сигнала, выбранный в качестве такового — информативный, а все остальные — неинформативные. Процесс преобразования исходного сигнала в измерительный, то есть преобразование одного из параметров исходного сигнала, генерируемого неким источником, в информативный параметр называется модуляцией.